# 分流石圓環
分流石圓環是香港一個石器時代晚期至青銅時代的遺跡，位於新界大嶼山西南的分流，於1983年4月15日被列為香港法定古蹟。
分流石圓環是一組長2.7米、寬1.7米的橢圓形結構，由約20塊未經琢磨的石塊刻意堆疊而成，排列有序。堆疊石圓環的目的難以稽考，考古學家估計是與祭祀儀式有關。

## 外部連結
- 康樂及文化事務署 - 分流石圓環 （页面存档备份，存于）